# آدم ماهر
آدم ماهر (بالإنجليزية: Adam Maher)‏ (14 نوفمبر 1981 في أستراليا - ) هو لاعب كريكت أسترالي. لعب مع فريق تسمانيا للكريكت.

## وصلات خارجية
- آدم ماهر على موقع إي آس بي آن كريك إنفو (الإنجليزية)